# 東中光雄
東中 光雄（ひがしなか みつお、1924年7月23日 - 2014年8月7日）は、日本の元政治家。日本共産党所属の衆議院議員（日本共産党中央委員会委員）。弁護士（大阪弁護士会）。

## 経歴
- 1924年（大正13年）奈良県生駒郡都跡村（現・奈良市）に生まれる。旧制郡山中学（のち奈良県立郡山高等学校）を経て、1941年（昭和16年）海軍兵学校入校（73期）。
- 1945年（昭和20年）大日本帝国海軍中尉として、零式艦上戦闘機による特別攻撃隊の隊員になるが出撃することなく終戦を迎える。
- 終戦後、公職追放となり[1]、同志社大学在学中、1948年（昭和23年）高等文官試験（司法）に合格し、司法修習（3期）を経て、1951年（昭和26年）弁護士登録。枚方事件の主任弁護人を務める。
- 1969年（昭和44年）第32回衆議院議員総選挙に大阪府第2区（定数5人）に、前回当選した川上貫一が死去したあとをうけて立候補し初当選。以降連続10回当選する（1996年の第41回衆議院議員総選挙では公明党から新進党結党参加の谷口隆義に敗れ比例近畿ブロックでの復活当選であった、しかし小選挙区で自民党新人中山泰秀や社民党離党した旧民主党新人稲見哲男を凌駕）。国会では長く議院運営委員会の委員をつとめた。
- 1997年（平成9年）6月12日午後1時頃、本会議に向かうため他の議員と共に歩いていると、衆議院2階の副議長室前の廊下で長さ30センチほどのドライバーを持った岩田英一に襲われた。東中に怪我は無かった。[2]。
- 2000年（平成12年）第42回衆議院議員総選挙で、大阪府第5区（定数1人）に立候補したが、重複立候補とならなかったため、落選して引退。
- 2001年（平成13年）関西合同法律事務所で弁護士活動を再開し、2005年（平成17年）クラボウ（倉敷紡績）人権裁判弁護団長を、2009年（平成21年）戦没者の妻特別給付金国賠訴訟弁護団長を務めた。
- 2014年（平成26年）8月7日、肺癌のため大阪市都島区都島北通の自宅で死去[3]。90歳没。

## 著書
- 『アメリカン・コントロールを撃つ』（1984年10月刊）
- 『偽りのパートナーシップ』（1989年10月刊）
- 『国会論戦日本国憲法』（1994年11月刊）
- 『新ガイドラインと日本国憲法』（2000年11月刊）
- 『東中光雄という生き方   特攻隊から共産党代議士へ』（2010年4月刊）